# El Mirador, Carrillo Puerto
El Mirador är en ort i Mexiko.   Den ligger i kommunen Carrillo Puerto och delstaten Veracruz, i den sydöstra delen av landet, 270 km öster om huvudstaden Mexico City. El Mirador ligger 214 meter över havet och antalet invånare är 343.
Terrängen runt El Mirador är lite kuperad, och sluttar österut. Runt El Mirador är det ganska tätbefolkat, med 62 invånare per kvadratkilometer. Närmaste större samhälle är Cuitláhuac, 12,5 km väster om El Mirador. Omgivningarna runt El Mirador är en mosaik av jordbruksmark och naturlig växtlighet.